# Bryomyces jungermanniae
Bryomyces jungermanniae är en svampart som först beskrevs av Christian Gottfried Daniel Nees von Esenbeck, och fick sitt nu gällande namn av Döbbeler 1978. Bryomyces jungermanniae ingår i släktet Bryomyces och familjen Pseudoperisporiaceae.   Inga underarter finns listade i Catalogue of Life.